# Lamontia
Lamontia is een geslacht van sponsdieren uit de klasse van de Calcarea (kalksponzen).

## Soort
- Lamontia zona Kirk, 1895